# Drottningholms kungsgård

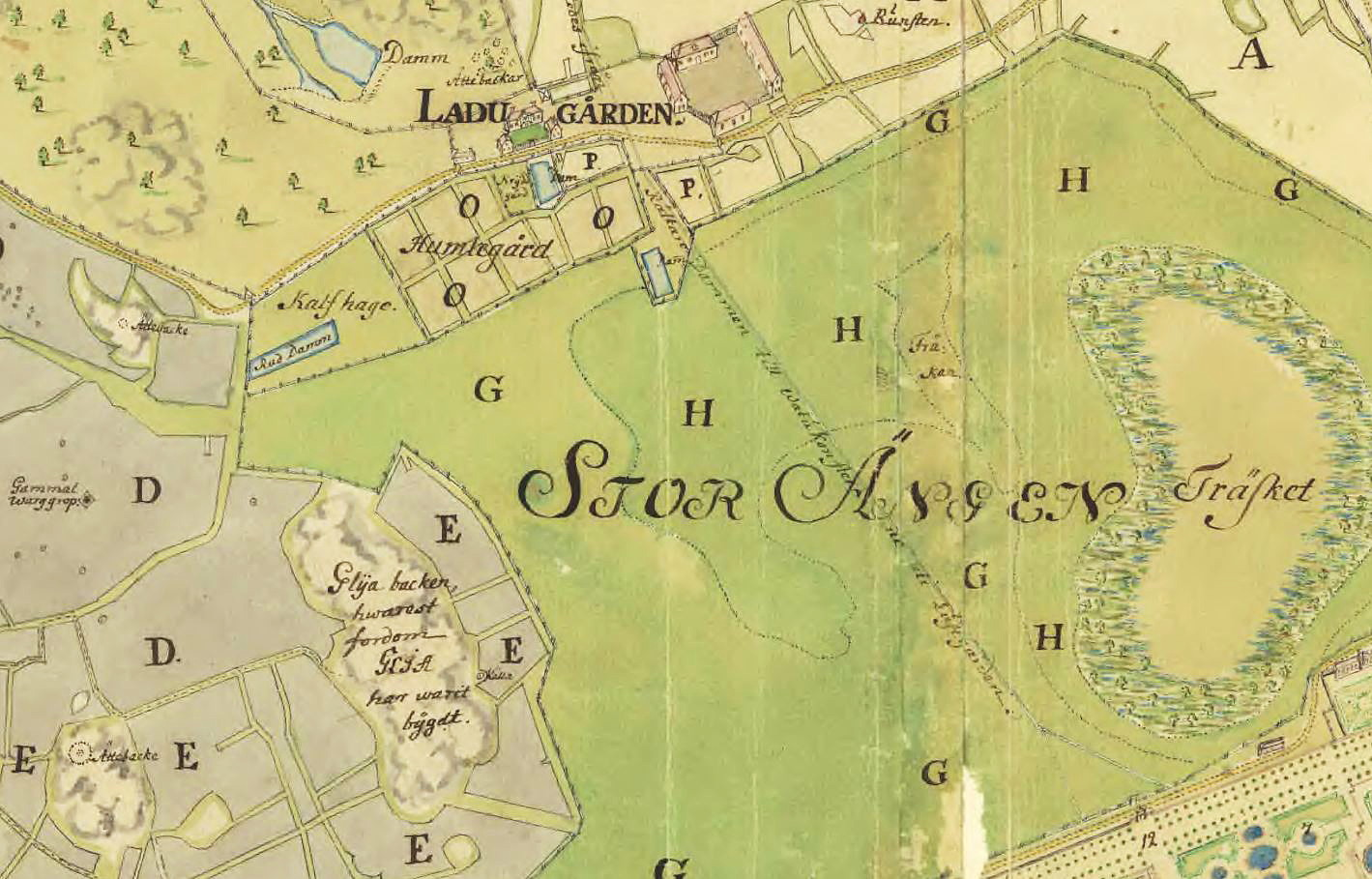
Del av Gabriel Bodings "Geometrisk Charta öfwer Konungsgården Drottningholm" med Glia och Torvesund, 1745.

Drottningholms kungsgård var en kungsgård med namn Glia och senare Torvesund, anlagd på initiativ av Gustav Vasa. Kungsgården omfattade nästan hela Lovö socken på Lovön, dagens Ekerö kommun. 
På platsen för kungsgårdens huvudbyggnad uppfördes 1579 föregångaren till Drottningholms slott. Många av torpen och arbetarbostäderna finns kvar idag, antingen för permanentboende eller som fritidshus. Den anläggning som idag kallas Drottningholms kungsgård ligger strax norr om slottet, den är en upplåtelse av staten och ingår i slottsförvaltningen.

## Glia och Torvesund

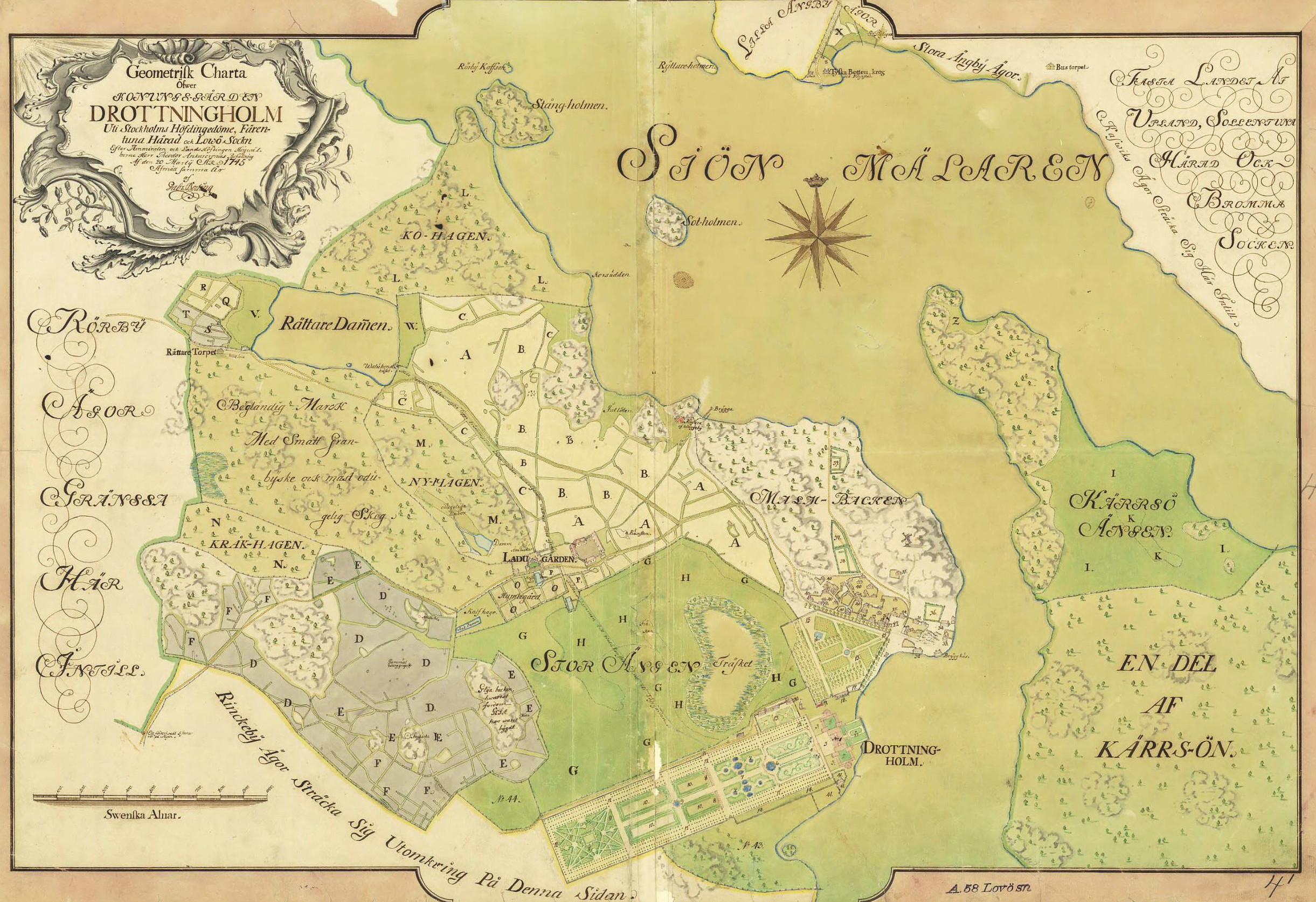
"Geometrisk Charta öfwer Konungsgården Drottningholm" upprättad av Gabriel Boding år 1745.

År 1531 ägde kronan endast en gård i Norrby på Lovön. Under 1550-talet köpte och bytte Gustav Vasa till sig alla gårdar på Lovön, utom Lovö prästgård. Den största bland gårdarna var Glia gård belägen på östra Lovön. Gården skulle bli ett kungligt storjordbruk och en avelsgård. Glia kände Gustav Vasa sedan tidigare, det var här som han 1521 lät uppföra ett befäst läger inför belägringen av Stockholm.
Glia var början till det som sedermera kallades Drottningholms kungsladugård. I december 1558 brann Glia ner inklusive mycket boskap. Förmodligen avhystes gården i samband med branden. Från och med år 1559 fick gården det nya namnet Torvesund vars byggnader anlades en liten bit norr om Glia. Glia bytomt låg där Götiska tornet uppfördes 1792. Platsen är markerad på Gabriel Bodings karta från 1745 med texten Glija backen hwarest fordom GLIA har warit bygdt. Idag är inga bebyggelselämningar synliga på platsen.
År 1566, under Erik XIV:s regeringstid, redovisades samtliga byar som kungens arv och privata egendom. Byarna löd då under kungsladugården Torvesund (även Thoresund) som blev säte för en fogde. Till egendomen hörde även Kärsön som dock saknade gårdsbebyggelse. Första slottsbygget påbörjades av Johan III år 1579, han kallade slottet "Drottningholm" efter drottning Katarina Jagellonica. Slottet eldhärjades 1661 och redan året därpå framlade Nicodemus Tessin d.ä. ritningar för nuvarande Drottningholms slott som drottning Hedvig Eleonora lät uppföra.

## Dagens kungsgård

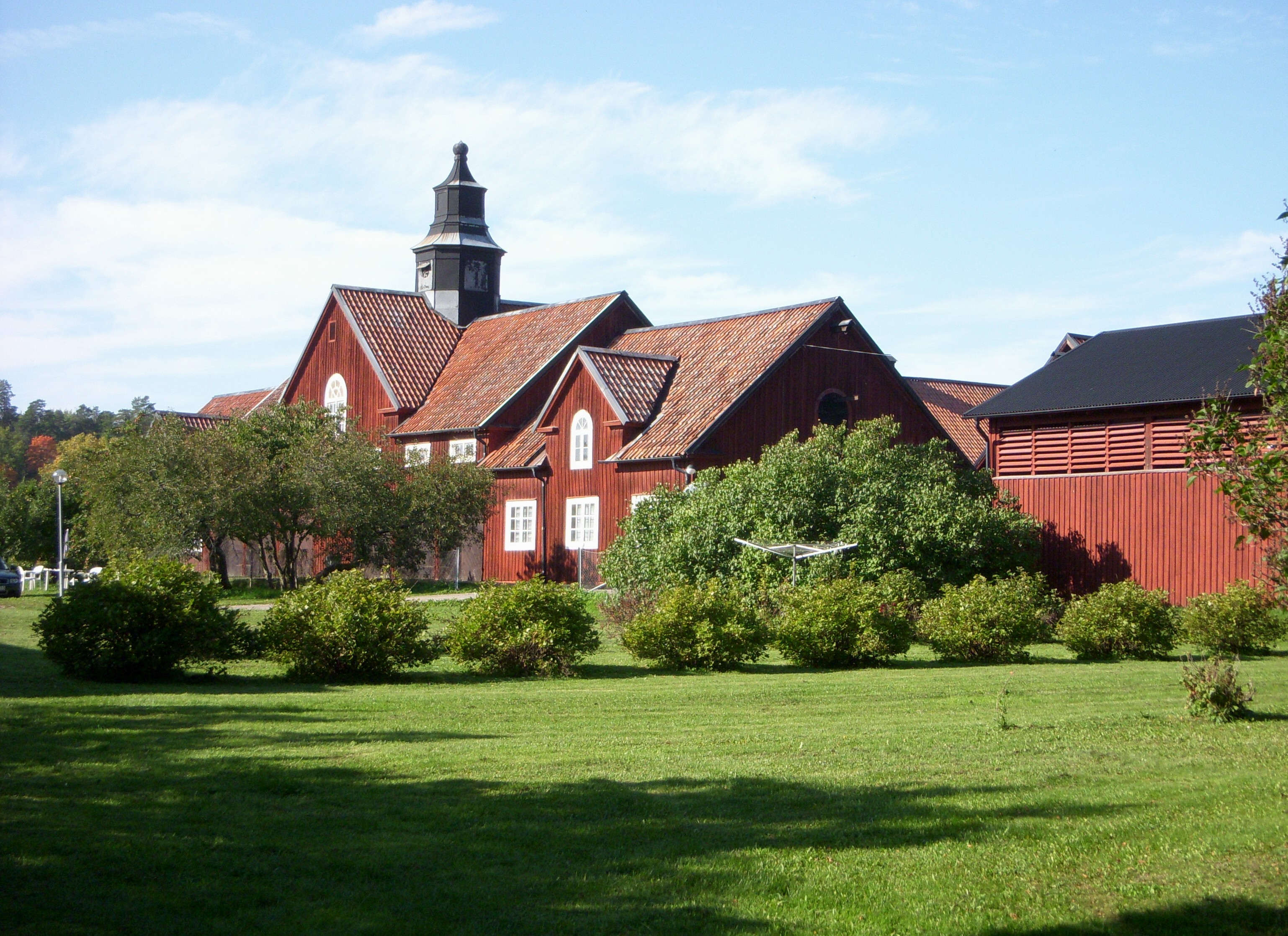
Drottningholms ladugård, 2011.

Under 1800-talet slogs många byar samman till större arrendeenheter med herrgårdsliknande byggnader. Det uppstod även handelsträdgårdar som levererade jordbruks- och trädgårdsprodukter till Stockholm. På 1900-talet har jordbruket gradvis förändrats och många handelsträdgårdar lades ner igen. 
Bebyggelsen som idag kallas Drottningholms kungsgård eller Drottningholms ladugård är belägen vid Kungsgårdsvägen strax norr om slottsparken (i höjd med stora parkeringen) och norr om Ekerövägen. Anläggningen ritades 1914 av arkitekten Sigge Cronstedt. Här finns numera ridstall och växthus. Kungsgården förvaltas av ståthållarämbetet, kungliga Hovstaterna, medan Lovögårdarna Barkarby, Berga, Edeby, Hogsta, Lunda och Norrby förvaltas av Statens fastighetsverk, som arrenderar ut dem. I slutet av 1700-talet var det närbelägna Hemmet bostad för kungsgårdens inspektor.